# Șahtarske, Dovjansk
Șahtarske (până în 1923, Ciubarskîi, în ucraineană Чубарський; până în 1938, Leninske, în ucraineană Ле́нінське) este o așezare de tip urban în orașul regional Dovjansk, regiunea Luhansk, Ucraina.